# S. Craig Zahler
S. Craig Zahler (Miami, 23 januari 1973) is een Amerikaans filmregisseur, cameraman, auteur en muzikant.

## Carrière

### Beginjaren
S. Craig Zahler werd in Miami (Florida) geboren in een joodse familie. Als kind hoopte hij om een striptekenaar of filmregisseur te worden. Begin jaren 1990 volgde hij een filmopleiding aan de Tisch School of the Arts (NYU).
Na het opnemen van enkele lowbudgetfilms ging hij aan de slag als schrijver. Hij schreef in de beginjaren van zijn carrière zowel (niet-verfilmde) scenario's als opiniestukken voor muziektijdschriften als Metal Maniacs. Hij combineerde zijn werk als schrijver met een baan als catering-kok. In 2010 werd zijn eerste roman, de western A Congregation of Jackals, gepubliceerd. Een jaar later werd een van zijn horrorscripts door de Fransman Alexandre Courtès verfilmd onder de titel The Incident.

### Als regisseur
In 2015 maakte hij zijn regiedebuut met de horrorwestern Bone Tomahawk. De film, die hij zelf geschreven had en waarvoor hij ook zelf de muziek had gecomponeerd, kon rekenen op een cast bestaande uit onder meer Kurt Russell, Patrick Wilson, Matthew Fox en Richard Jenkins. De film kreeg overwegend positieve recensies van de Amerikaanse filmpers.
Twee jaar later schreef en regisseerde Zahler de gevangenisfilm Brawl in Cell Block 99. De film, die op het filmfestival van Venetië in première ging, was zijn eerste samenwerking met hoofdrolspeler Vince Vaughn. De twee werkten vervolgens ook samen aan de politiethriller Dragged Across Concrete (2018).

### Als muzikant
Zahler is naast filmregisseur en schrijver ook actief als heavy metal-drummer. Als muzikant is hij bekend onder het pseudoniem Czar. Sinds 2005 nam hij al enkele albums op. Daarnaast componeert Zahler ook de muziek voor zijn eigen films.

## Stijl
Zahler werkt regelmatig samen met dezelfde acteurs, waaronder Vince Vaughn, Jennifer Carpenter, Don Johnson, Fred Melamed en Udo Kier. Zijn films bevatten typische kenmerken van pulp fiction, grindhousecinema en neo noir, zijn vaak een combinatie van verschillende genres en zijn meestal zeer gewelddadig. Om die reden wordt het werk van Zahler ook weleens vergeleken met de films van Quentin Tarantino en Sam Peckinpah. Het verhaal in zijn films ontvouwt zich vaak traag en de films zelf duren steevast meer dan twee uur.

## Filmografie
| Jaar | Titel                             | Regie | Scenario | Muziek | Camerawerk |
| ---- | --------------------------------- | ----- | -------- | ------ | ---------- |
| 1995 | August Roads                      |       |          |        |            |
| 1997 | Lucia's Dream                     |       |          |        |            |
| 2011 | The Incident                      |       |          |        |            |
| 2015 | Bone Tomahawk                     |       |          |        |            |
| 2017 | Brawl in Cell Block 99            |       |          |        |            |
| 2018 | Puppet Master: The Littlest Reich |       |          |        |            |
| 2018 | Dragged Across Concrete           |       |          |        |            |